# Kuhställe

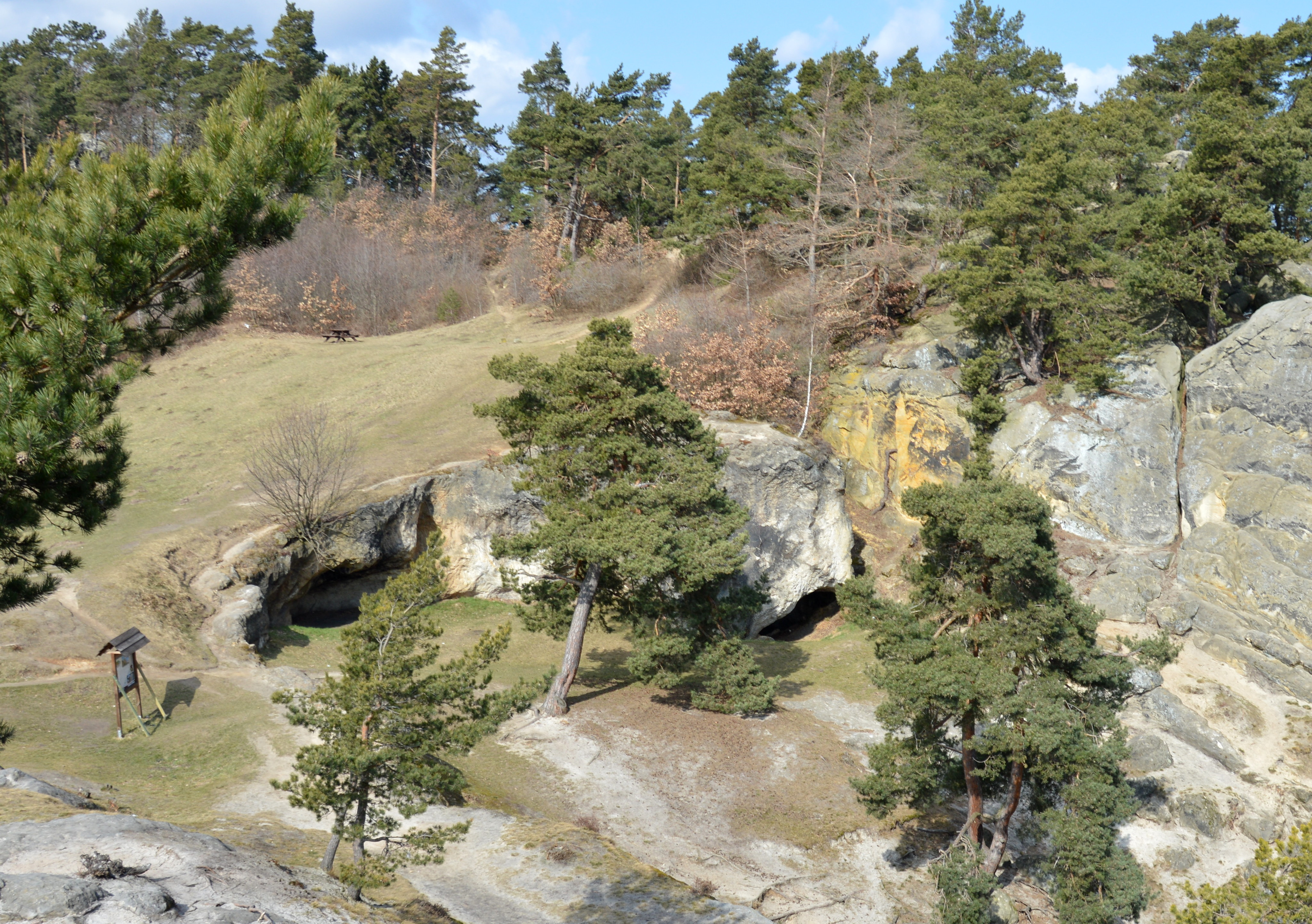
Blick auf die Kuhställe von Südosten, 2018

Als die Kuhställe werden zwei Höhlen unterhalb des Hamburger Wappens in der Teufelsmauer bei Timmenrode im Landkreis Harz, Sachsen-Anhalt bezeichnet.
Die Höhlen liegen am westlichen Ende eines kleinen felsigen Talkessels, dessen Nordseite von den Felsen des Hamburger Wappens eingenommen wird. Zum Teil wird auch das an der Ostseite des Kessels gelegene Teufelsloch als Kuhstall bezeichnet.
Es wird vermutet, dass die Höhlen im Zuge der Gewinnung von Scheuersand entstanden. Die Benennung als Kuhställe gibt Anlass zur Vermutung, dass in den Höhlen Vieh untergestellt oder aber in unsicheren Zeiten versteckt wurde. In den letzten Jahrzehnten des 20. Jahrhunderts bzw. Anfang des 21. Jahrhunderts kam es jedoch zu größeren Bodenablagerungen in den Höhlen, so dass diese nur noch ansatzweise zu erkennen sind.
Zur Höhle in der Sächsischen Schweiz: Kuhstall (Sächsische Schweiz)